# Платтенберг, Матье ван
Матье ван Платтенберг, или Маттейс ван Платтенберг (нидерл. Matthieu van Plattenberg, Matthieu van Platten, Matthijs van Plattenberg; 1607 или 1608, Антверпен — 19 сентября 1660, Париж) — фламандский рисовальщик, живописец и гравёр в технике офорта. Маринист. Большую часть своей жизни он провёл за границей, сначала в Италии, а затем во Франции, где сыграл важную роль в развитии живописи морских пейзажей. Во Франции был известен как Матье де Платтмонтань, Матье де Платт-Монтань и Матье Монтень (Matthieu de Plattemontagne, Matthieu de Platte-Montagne, Matthieu Montaigne).

## Биография
Матье ван Платтенберг родился в Антверпене в 1607 или 1608 году. Вероятно, он был учеником художника-мариниста Андриса ван Эртфельта в Антверпене. Он путешествовал вместе с ван Эртфельтом в Италию, работал во Флоренции. Примерно с 1630 года жил и работал в Париже.
Матье работал живописцем и гравёром по меди, а также рисовальщиком узоров для вышивок. В Париже он учился у фламандского художника-эмигранта Жака Фукье, известного пейзажиста и гравёра. Фукье научил его гравировать офортом.
10 февраля 1631 года в Париже Матье ван Платтенберг женился на Катрин Морен, сестре французского живописца, гравёра и издателя Жана Морена. Ван Платтенберг и Морен сотрудничали в издательских проектах, для которых Ван Платтенберг делал гравюры.
Успех Платтенберга принёс ему благосклонность при королевском дворе, и он был удостоен звания «Королевского морского живописца» (Peintre du Roy pour les mers). Он был одним из основателей в 1648 году Королевской академии живописи и скульптуры и оставался её членом до своей смерти в Париже в 1660 году.
Сын Матье ван Платтенберга, известный как Николa де Платтмонтань, стал живописцем, учеником Филиппа де Шампаня. У него была успешная карьера во Франции, но после смерти художника многие его произведения были забыты.

## Творчество
Платтенберг более всего любил изображения штормов и бурного пенящегося моря. Однако он редко подписывал и датировал свои работы. Поэтому многие его картины ошибочно приписывали предполагаемому фламандскому или голландскому художнику, работавшему в Италии примерно в это же время. Этого художника называли «Монсо Монтанья» или «Рено де ла Монтань» (Monsù Montagna, Renaud de la Montagne). Швейцарский историк искусства Марсель Рётлисбергер сравнил несколько десятков неподписанных картин с изображениями морских штормов, которые традиционно приписывались Монсу Монтанье. Он обнаружил, что эти картины образуют последовательную группу, поскольку они сочетают в себе фламандские черты с широкой живописной обработкой, напоминающей картины Сальватора Розы. Рётлисбергер считает, что эти работы, ранее приписывавшиеся «Монсо Монтанье», на самом деле являются произведениями ван Платтенберга. Поскольку Платтенберг покинул Италию до того, как Роза начал заниматься живописью, влияние, вероятно, исходило от ван Платтенберга к Розе.
Ван Платтенберг оказал влияние на художника-мариниста Аллессандро Гревенбрука, голландского происхождения, который работал в Северной Италии между 1717 и 1747 годами. Его также считают важным предшественником Питера Мулира, известного в Италии, где он большую часть своей жизни действовал как «Кавалер Пьетро Темпеста». Мулир был особенно известен своими морскими пейзажами с грозовым небом, а картины Платтенберга, как полагают, предвосхищают ранние морские «штормы Темпесты». Темпеста, должно быть, видел работы ван Платтенберга в Италии. Некоторые работы Монсу Монтаньи (Матье ван Платтенберга) в прошлом приписывали Мулиру. Ван Платтенберга также следует отличать от Монтаня Венецианского (или Ринальдо делла Монтаньи), который также был художником-маринистом, упомянутым Чезаре Мальвазиa в его биографии Гвидо Рени (Lа Felsina Pittrice).
Платтенберг также выполнил множество гравюр с изображением морских пейзажей. Эти гравюры публиковал его зять Жан Морен под подписью «Morin ex cum privil. Re».

## Галерея

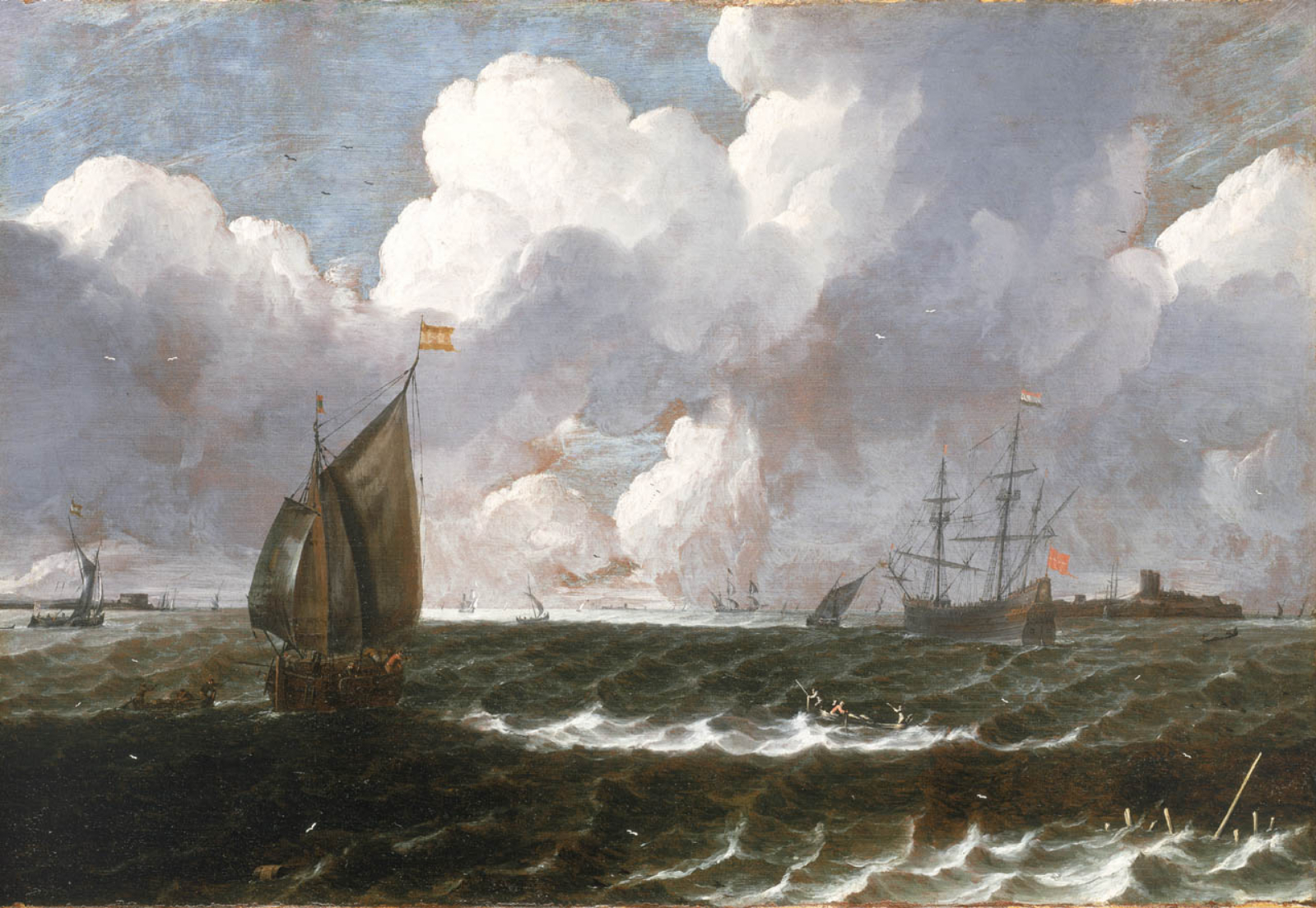
Судоходство в устье реки. 1650-е. Холст, масло. Королевские музеи, Гринвич, Лондон
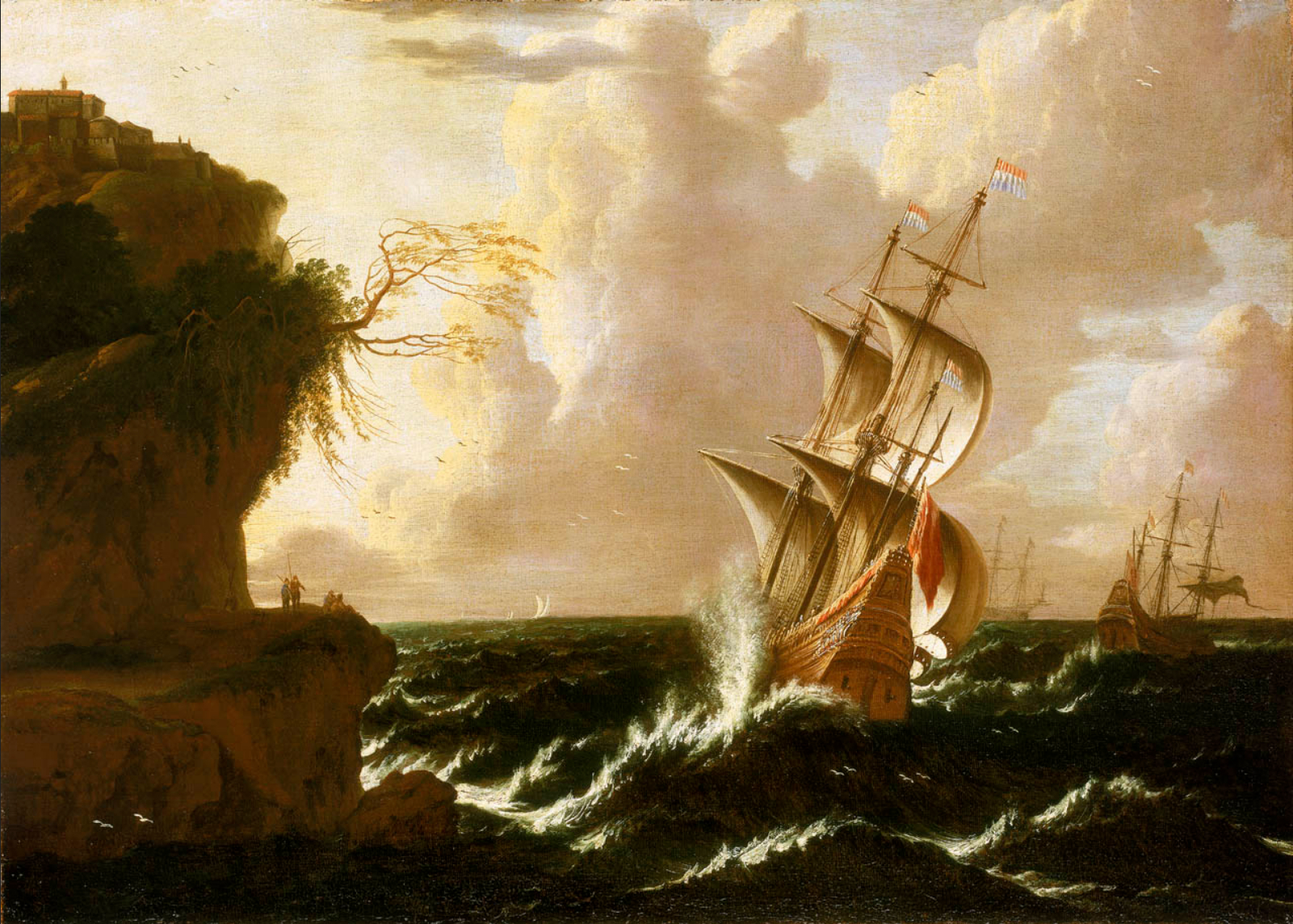
Голландский корабль во время шторма. 1650-е. Холст, масло. Национальный морской музей, Гринвич, Лондон
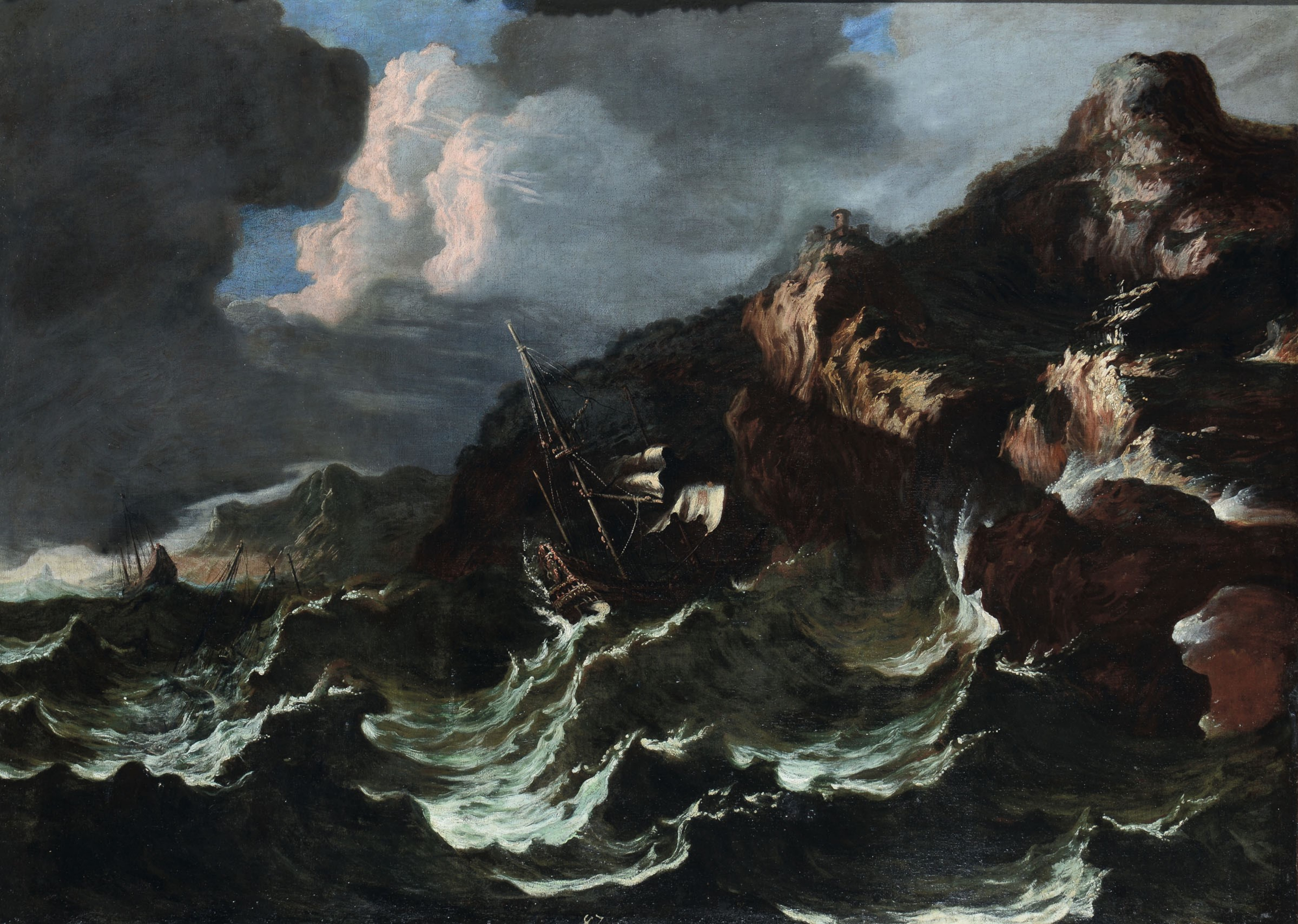
Шторм на море. Между 1627 и 1660. Холст, масло. Частное собрание
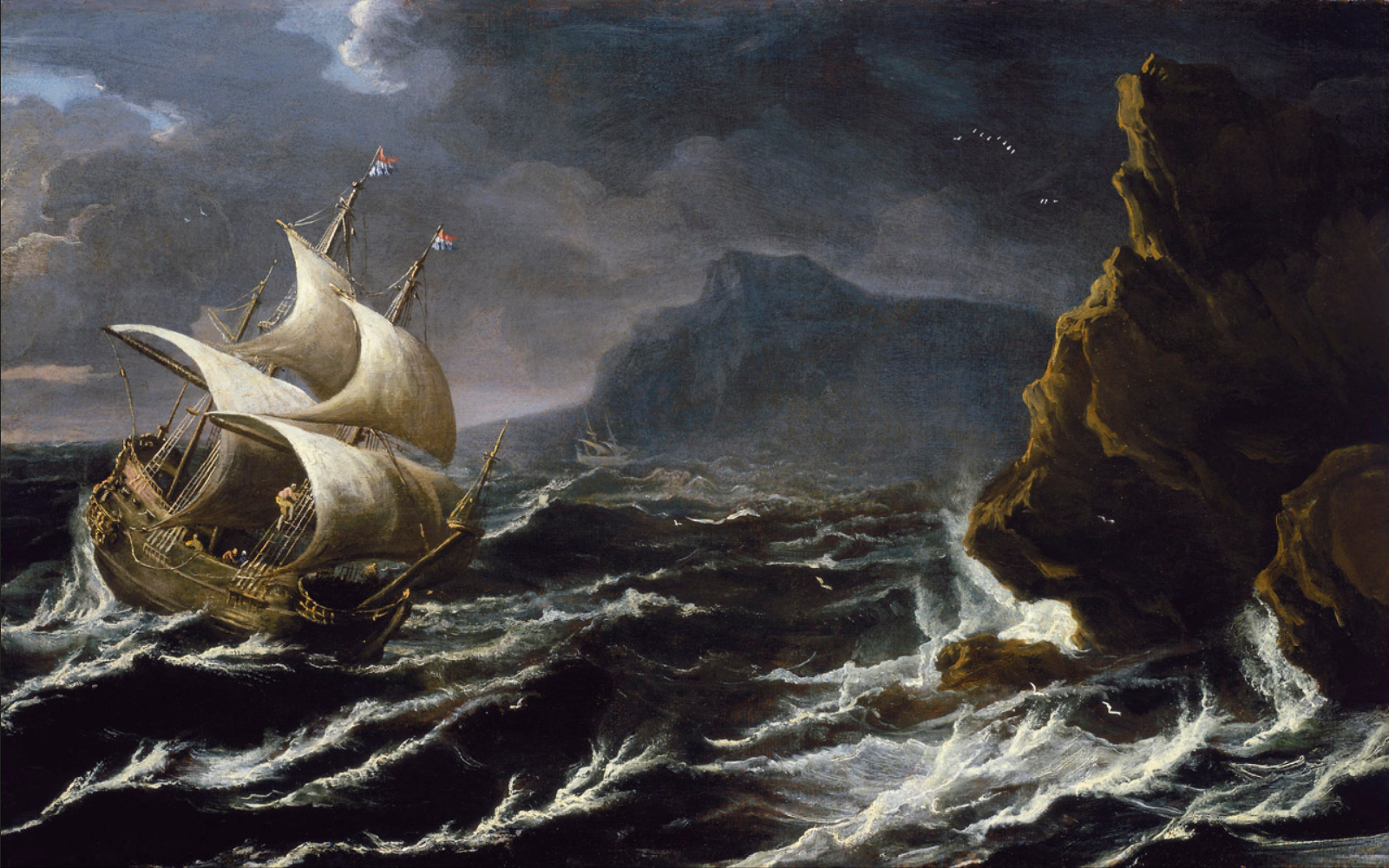
Голландский корабль, несущийся к скалистому берегу. 1640-е. Холст, масло. Национальный морской музей, Гринвич, Лондон
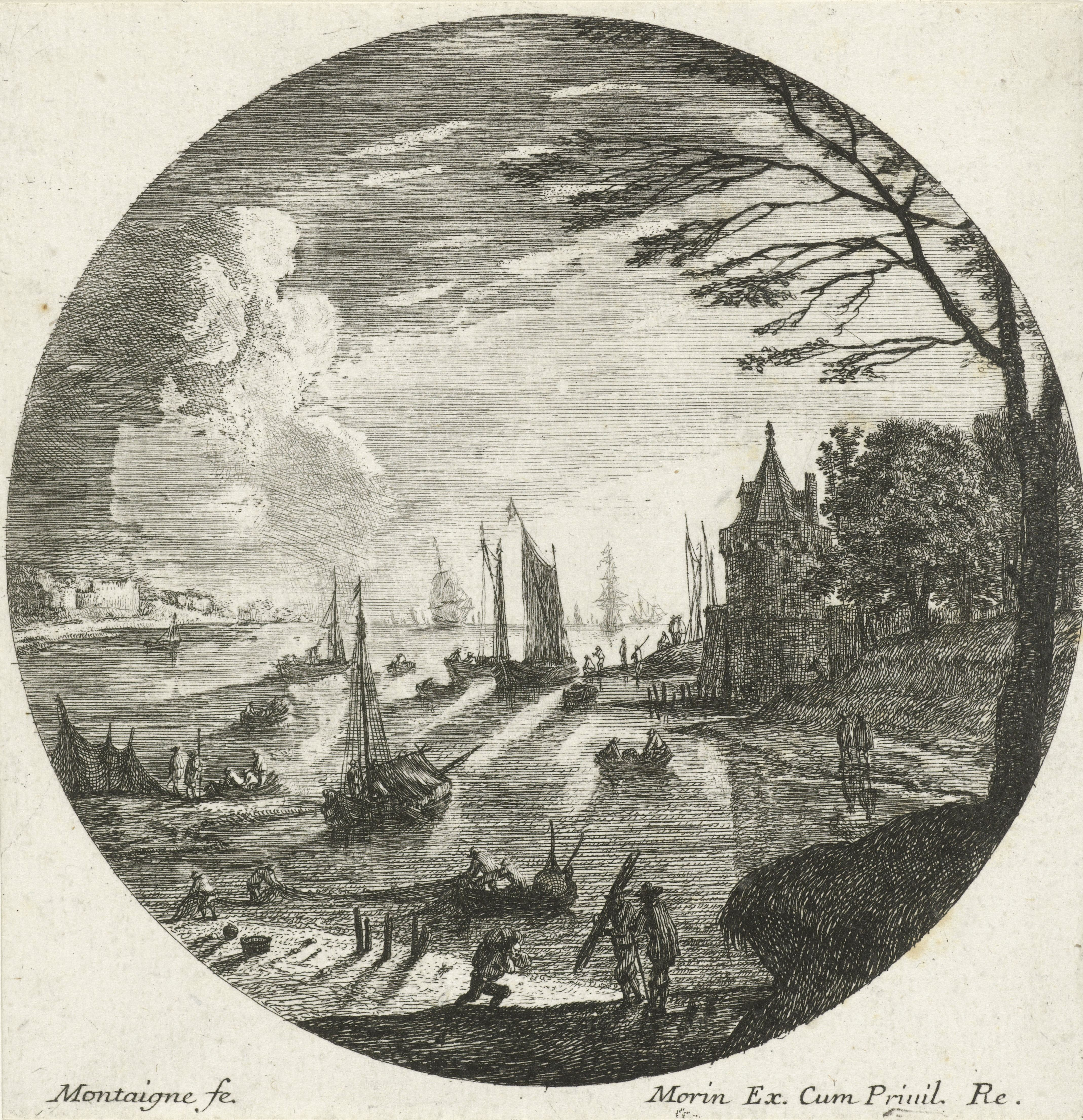
Пейзаж с заходом солнца. Между 1617 и 1660. Офорт. Рейксмюсеум, Амстердам